# Acropora roseni
Acropora roseni är en korallart som beskrevs av Wallace 1999. Acropora roseni ingår i släktet Acropora och familjen Acroporidae. IUCN kategoriserar arten globalt som starkt hotad. Inga underarter finns listade i Catalogue of Life.